# West Quartzite Range
Die West Quartzite Range ist ein Gebirgszug im Nordwesten des ostantarktischen Viktorialands. Er erstreckt sich östlich des Houliston-Gletschers und etwa 8 km westlich der East Quartzite Range in den Concord Mountains.
Die Nordgruppe der New Zealand Federated Mountain Clubs Antarctic Expedition (1962–1963) benannte sie nach dem dort vorherrschenden Gestein Quarzit.